# Ernst Busch (aktor)
Friedrich Wilhelm Ernst Busch (ur. 22 stycznia 1900 w Kilonii, zm. 8 czerwca 1980 w Bernburgu) – niemiecki piosenkarz i aktor, żołnierz Brygad Międzynarodowych.
Zaczynał jako tłumacz obcojęzycznych piosenek. Występował na scenie operowej. Zagrał w filmach Kuhle Wampe i Opera za trzy grosze. Przez całe życie był komunistą, ze względu na swoje poglądy musiał uciekać przed Gestapo z ojczyzny w 1933. Osiadł w Związku Radzieckim. W 1937 wstąpił do Brygad Międzynarodowych, mających na celu walczenie z faszyzmem w Hiszpanii. Jego piosenki nagrywane w czasie wojny domowej były emitowane i nagrywane przez Radio Barcelona i Radio Madryt. Po porażce Republiki Hiszpańskiej i zwycięstwie frankistów, Busch wyemigrował do Belgii, gdzie był internowany w czasie okupacji niemieckiej, a później uwięziony w obozie w Gurs.
Uwolniony przez wojska radzieckie w 1945 roku osiadł w Berlinie Wschodnim, gdzie pracował wraz z Bertoltem Brechtem i Erwinem Piscatorem w „Berliner Ensemble”. Był popularną postacią w Niemieckiej Republice Demokratycznej, jego najbardziej popularnym utworem jest Die Moorsoldaten.
Laureat Międzynarodowej Leninowskiej Nagrody Pokoju za lata 1970–1971.